# Compass Group
Compass Group plc er en britisk multinational cateringvirksomhed med hovedkvarter i Chertsey, England. Det er verdens største indenfor kontrakt-fødevareservice med over 500.000 ansatte. De leverer måltider til en lang række virksomheder og institutioner.

## Historie
Compass Group har sin oprindelse i en virksomhed, der blev etableret af Jack Bateman i 1941 som Factory Canteens Limited. Bateman Catering og Midland Catering blev opkøbt af Grand Metropolitan i henholdsvis 1967 og i 1968. Compass Group blev etableret i 1987 efter et management buy out i Grand Metropolitan.